# 富士身延鉄道の電車

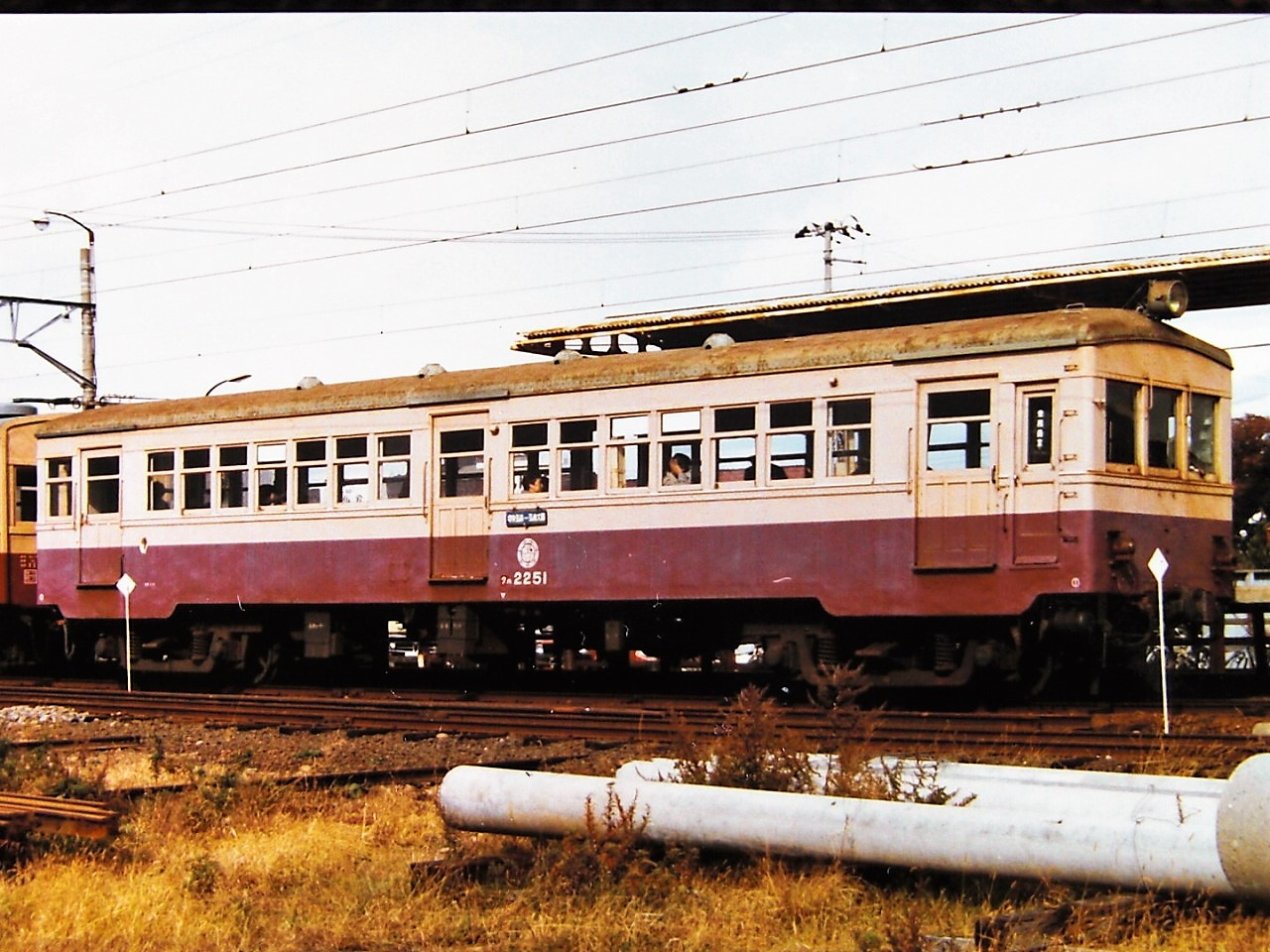
晩年の富士身延鉄道モハ101（弘南鉄道クハ2251）富士身延モハ101→鉄道省モハ93002→国鉄モハ1201→弘南モハ2251→クハ2251　中央扉を増設され、電装解除されてはいるが、富士身延時代の面影をよく残している。

富士身延鉄道の電車（ふじみのぶてつどうのでんしゃ）では、現在の東海旅客鉄道身延線の前身となる富士身延鉄道が保有した電車について記述する。

## 概要
富士身延鉄道は、1920年（大正9年）に富士 - 身延間を蒸気動力で開業していたが、身延 - 甲府間の事業免許が1927年（昭和2年）に得られたのを機に既設区間を直流1500Vにより電化し、延長区間も電化して建設することとした。これらの工事は1927年から1928年（昭和3年）にかけて行なわれ、18両の半鋼製電車が新製された。さらに、従来から使用されていた木製客車を電車用の付随車として使用した。これらが、本項で扱う電車群である。
富士身延鉄道は険しい地形に建設された上、電化による建設費が嵩んだため、高額な運賃を設定せざるを得ず、経営も厳しかった。そのため、沿線住民から、高額運賃を理由として国有化運動が起こり、1938年（昭和13年）10月1日をもって鉄道省に借上げられ、1941年（昭和16年）1月には、時局による輸送力増強のための十分な改良の必要から買収案が決議され、同年5月1日から正式に買収・国有化された。
国有化時点で鉄道省に引き継がれた電車は、半鋼製三等制御電動車モハ100形5両、モハ110形6両、半鋼製三等郵便荷物合造制御車クハユニ300形4両、半鋼製三等荷物合造制御車クハニ310形2両、木製三等付随車のサハ50形、サハ60形、サハ70形それぞれ4両、3両、3両の計27両であった。借上げ時点では二軸木製客車を改造したクユニ1形（1, 2）、クハニ5形（5, 6）も存在したが、これらは国有化前の1939年（昭和14年）に廃車となっており、記録もほとんど残っていないので詳細はよく分かっていない（クユニ1.2は、1940年（昭和15年）に胆振縦貫鉄道に譲渡され、その後1は胆振縦貫鉄道が国に買収されニ4119に、2は茅沼炭鉱専用鉄道に移っている）。
1941年の国有化時に在籍した27両は、1928年（昭和3年）10月1日に制定された車両形式称号規程に則って省形式が与えられ、半鋼製のモハ100形、モハ110形はモハ93形、クハユニ300形はクハユニ95形、クハニ310形はクハニ96形、木製のサハ50形、サハ60形、サハ70形はサハ26形（2代目）が付与された。これらについては、以下で詳述する。

## 形式

### モハ100形・モハ110形 → モハ93形
基幹となる制御電動車で、1927年にモハ100形として日本車輌製造（日車）で6両（100 - 105）、1928年にモハ110形として新潟鐵工所で6両（110 - 115）が製造された。両形式は製造会社が異なるものの基本的に同形で、地方私鉄であるため両運転台であるが、長距離を運行するため、扉を極力車端に寄せてその間にボックスシートを配置している。総定員は102人、座席定員は64人である。側面窓配置は1D16D1で、前面は両側とも非貫通の3枚窓、客用扉には踏段（ステップ）を備え、その部分の側板が下がっている。最大長は17,002mm（車体長16,150mm）、最大幅は2,650mm、最大高は4,039mm（車体高3,670mm）で、自重は33.82tである。屋根上にはお椀形の通風器を左右に4対8個備え、パンタグラフは大型のものを2基装備していたが、買収時には1基となっていた。
制御装置は、非自動間接制御(HL)方式で、省形式MT35となった端子電圧675V時定格出力100kWの主電動機を4個装備し、歯車比は18：70（≒1:3.88）である。ほぼ同格の鉄道省標準主電動機・MT15搭載の省形電車が通勤車でも25:63（=1:2.52）の歯車比であったのに対し、非常な低速型であった。これは社線内の勾配区間運行を配慮した仕様で、1時間定格時速32.0km/hと鈍足だったが、1時間定格引張力は5,045kgを確保、25/1000勾配での1M2T運転が可能だった。
台車はモハ100形が日車製のF型台車（旧呼称。種別と心皿荷重を組み合わせた新呼称ではE16）と呼ばれるブリル27MCB-3模倣品、モハ110形は鉄道省制式のTR14(DT10)同等品で、両形式で外観上最も異なる点となっている。このF型台車は軸距が2,440mmとブリル系台車としては異例のロングホイルベースで、日本で使用されたブリル系台車としては最大の心皿荷重（20t級）であった新京阪鉄道P-6形用ブリル27MCB-4Xを2mm上回るという大柄な物であった。また、この台車は新造時には片押し式ブレーキであったが、山岳線ゆえに制動力の不足が問題視されたらしく、その後製造元の日車の手によって両抱き式ブレーキに改造されている。この点でも設計時は片押し式であったものを納入時に急遽両抱き式に改造した新京阪向けブリル27MCB-4Xと軌を一にするが、構造を熟知する製造元の手で改造を実施されただけに、こちらは改造を意識させない巧妙かつすっきりした仕上がりとなっていた。
1941年の国有化時には、モハ100形5両、モハ110形6両が在籍しており、旧番号順に11両がモハ93形（93001 - 93011）となった。モハ100形が1両欠けているのは、102が1937年9月に土砂崩れに巻き込まれて廃車となったためである。
本形式は、戦時中の1944年から1945年にかけて1両(93011)が伊那松島機関区で試用され、戦後間もなくの1947年（昭和22年）頃から本格的に伊那松島への転出が始まり、直流1200V電化であった飯田線北部（旧伊那電気鉄道区間）で使用された。1951年（昭和26年）には全車が伊那松島の配置となっている。
戦後は、1951年から更新修繕が行なわれ、後位運転台を撤去して貫通扉と貫通幌を新設するとともに、運転台側面に乗務員扉を新設し、パンタグラフを国鉄の標準品（PS13など）に交換した。旧モハ100形の日車F型台車もTR14(DT10)に交換され、標準化されている。
1953年（昭和28年）6月1日に施行された車両形式称号規程改正では、モハ1200形に定められ、11両全車が番号順に1200 - 1210に改番された。その後、1956年から1958年（昭和33年）にかけて廃車され、そのうちの8両が私鉄に譲渡された。

### クハユニ300形 → クハユニ95形
郵便・荷物の取扱い設備を併設した片運転台の三等制御車で、1928年に4両が日車で製造された。当初はクハユニ300形（300 - 303）と称していた。車体の基本寸法や設計思想は電動車であるモハ100形と同等であるが、車体裾が一直線となっており、印象はかなり異なる。室内の構成は、前位から運転室・荷物室・郵便室・三等室で、郵便室と三等室の間に便所を備えている。総定員は51人、座席定員は34人で、郵便室と荷物室の荷重はそれぞれ2tである。前面は非貫通の3枚窓で、側面窓配置は運転士側がd1D（荷）11D（郵）210D、助士席側がd1D（荷）11D（郵）218Dで、当初から乗務員扉を設置していた。後位妻面には貫通引戸が設置されているが、幌はなかった。最大長は17,052mm（車体長16,200mm）、最大幅は2,740mm（車体幅2,684mm）、最大高は3,781mmで、自重は24.84tである。通風器はお椀形を荷物室、郵便室に各1個、客室に3個備える。台車は、日車製のD-16であった。
1941年の国有化時には4両全車が在籍しており、旧番号順にクハユニ95形（95001 - 95004）に改められた。戦後は、1951年に伊那松島機関区に転出し、僚車とともに飯田線北部で使用された。同時期に更新修繕を施行され、郵便室を客室に転用して「クハニ」となり、旧郵便室扉を客用に転用しているが、便所の位置はそのままで側面窓配置も変更されていない。その際に後位妻面に貫通幌を新設し、台車をD-16からDT10（95001 - 95003）またはTR11(95004)に交換している。
1953年6月1日に施行された車両形式称号規程改正では、クハニ7200形に定められ、7200 - 7203に改番された。その後、1957年に廃車されたが、うち3両が私鉄に譲渡されている。

### クハニ310形 → クハニ96形
1928年に2両が日車で製造されたもので、当初は二等三等荷物合造制御車クロハニ310形（310, 311）と称した。車体の基本寸法や設計思想はクハユニ300形と同様であるが、設備の関係上、外観はかなり変則的である。室内の構成は、前位から運転室・荷物室・二等室・便所・三等室で、客用扉と便所は二等室用、三等室用にそれぞれ1か所ずつ、計2か所設けられていた。三等室の座席は他車と同様のボックスシートであったが、二等室は当時の客車や電車がそうであったように、座面の幅が広いロングシートとなっている。前面は非貫通の3枚窓、側面窓配置は、d1D（荷）16D16D、妻面は貫通引戸が設けられていたが、客用扉ステップ部の側板が一直線である点や貫通幌がなかったのはクハユニと同様である。総定員は58人、座席定員は二等室が20人、三等室が24人、荷物室の荷重は2tであった。通風器は、お椀形を二等室、三等室に各2個中心線上に設けている。台車は、クハユニと同じD-16である。
二等室はその後廃止され、1941年の国有化時には「クハニ」となっており、省形式番号はクハニ96形（96001, 96002）と定められた。戦後は、1948年（昭和23年）に96002が、1951年に96001が伊那松島機関区に転出し、飯田線北部で使用された。1952年には更新修繕を施行され、2か所あった便所のうち1か所を撤去し、後位妻面に貫通幌を設置した。台車はTR11に交換されている。
1953年6月1日に施行された車両形式称号規程改正では、クハニ7210形に定められ、7210, 7211に改番された。その後、1958年に廃車されたが、2両とも私鉄に譲渡されている。

### サハ50形・サハ60形・サハ70形 → サハ26形
1941年の国有化時には、サハ50形（50 - 53）、サハ60形（60 - 62）、サハ70形（70 - 72）であったもので、省形式番号は一括してサハ26形（26001 - 26010）とされた。木製の付随車で、制御回路の引き通しを設けない牽引専用の後付付随車であるとされているが、電動車の中間に挟まって運用されているのも実見されており、詳細は不明である。外観はモニター屋根の木製客車そのもので、元は1917年（大正6年）および1918年（大正7年）に天野工場で製作されたホハ50形、ホロハフ60形、ホハフ70形であり、正真正銘の客車であった。50, 60, 70が1917年製、その他は1918年製である。
外観は共通で、最大長は17,170mm（車体長16,459mm）、最大幅は2,654mm、最大高は3,794mm、定員は70が76人であるほかは80人であった。車体構造は車体両端に出入り台を設けた客車構造で、座席はボックスシートである。台車は鉄道省のTR11に類似した釣合梁形であるが、軸距は短い。
戦後は、時期は不明であるが一部が伊那松島機関区に転出して飯田線北部で使用され、1949年には6両（26001 - 26005, 26008）が配置されていた。1950年（昭和25年）に3両（26002, 26008, 26009）が老朽廃車されたほかは、2両が1951年に、5両が1953年に事業用客車に転用され、長野工場の職員輸送用等に使用された。改番の状況は次のとおりである。
- サハ26001 → ナヤ16887（1951年） → ナヤ16837
- サハ26003 → ナヤ16882（1953年）
- サハ26004 → ナヤ16883（1953年）
- サハ26005 → ナヤ16888（1951年） → ナヤ16838
- サハ26006 → ナヤ16884（1953年）
- サハ26007 → ナヤ16885（1953年）
- サハ26010 → ナヤ16886（1953年）

## 譲渡
- 1201（1958年） - 弘南鉄道（弘南線）モハ2251（1961年3扉化） → 電装解除 → 大鰐線転属（1976年） → クハ2251（1984年） → 廃車（1988年）
- 1202（1957年） - 高松琴平電気鉄道1201（1958年） → 廃車（1981年）
- 1203（1958年） - 弘南鉄道（弘南線）モハ2252（1961年3扉化） → 大鰐線転属（1976年） → 廃車（1988年）
- 1204（1958年） - 弘南鉄道（弘南線）モハ2253（1961年3扉化） → 大鰐線転属（1976年） → 廃車（1988年）
- 1205（1958年） - 大井川鉄道モハ306（1958年） → 廃車（1978年）[注釈 2]
- 1206（1958年） - 越後交通（長岡線）モハ5001（1960年両運転台化） → 廃車（1973年）
- 1207（1957年） - 弘南鉄道（弘南線）モハ2250（1959年） → 大鰐線転属（1976年） → 廃車（1981年）
- 1208（1957年） - 大井川鉄道モハ305（1958年） → 廃車（1978年）
- 7201（1957年） - 弘南鉄道（弘南線）クハニ1283（1959年） → 廃車（1976年）
- 7202（1957年） - 高松琴平電気鉄道1202（1958年） → 廃車（1981年）
- 7203（1957年） - 大井川鉄道クハ505（1958年荷物室便所撤去） → ナハフ505（1977年客車化） → 廃車（1984年）
- 7210（1958年） - 弘南鉄道（弘南線）クハニ1281（1958年） → 廃車（1976年）
- 7211（1958年） - 弘南鉄道（弘南線）クハニ1282（1958年） → 廃車（1976年）